# Alexander Fu Sheng
Pour les articles homonymes, voir Sheng (homonymie).
Alexander Fu Sheng, de son vrai nom Chang Fu-sheng (傅聲), né le 20 décembre 1954 et mort le 7 juillet 1983) , est un acteur hongkongais.
Il était marié à l'actrice Jenny Tseng.

## Biographie
Lorsque sa famille s'installe à Hawaii, le jeune Alexander Fu-Sheng décide de pratiquer les arts martiaux (judo puis karaté).
De retour à Hong Kong dans les années 1970, il intègre les studios de la Shaw Brothers. Il est remarqué dans Police Force (1973) mais devra attendre les films consacrés au monastère Shaolin (The Men From The Monastery (1973), Heroes Two (1974), Shaolin Martial Arts (1974), Disciples Of Shaolin(1975) et Le Temple de Shaolin (1976)) pour connaître le succès.
Mais à la suite d'un accident qui lui brise les jambes, il devra attendre 1979 avant de pouvoir ré-enchaîner les tournages de films.
Il meurt à la suite d'un accident de voiture en 1983.

## Filmographie
- 1974 : Ceinture noire contre kung fu (Heroes Two)
- 1974 : Men from the Monastery
- 1974 : Friends
- 1974 : Shaolin Martial Arts
- 1974 : Na Cha the Great
- 1974 : Les Cinq Maîtres de Shaolin
- 1974 : Disciples of Shaolin
- 1975 : Marco Polo
- 1976 : Spiritual Fists
- 1976 : The Shaolin Avengers
- 1976 : New Shaolin Boxers
- 1977 : Brother Dragon Tiger
- 1977 : The Naval Commandos
- 1977 : Magnificent Wanderers
- 1977 : Le Chasseur d'aigles : Kuo Tsing
- 1977 : Chinatown Kid
- 1978 : The Brave Archer, Part II : Kuo Tsing
- 1978 : La Vengeance de l'aigle de shaolin
- 1979 : Life Gamble
- 1979 : The Deadly Breaking Sword
- 1979 : The Proud Twins
- 1981 : The Brave Archer 3 : Kuo Tsing
- 1982 : Les 18 armes légendaires du kung-fu
- 1982 : Le Chasseur d'aigles et le Fils prodigue (The Brave Archer and His Mate) : Yang Kuo
- 1982 : Fake Ghost Catchers
- 1982 : Cat Vs. Rat
- 1982 : My Rebellious Son
- 1983 : Hong Kong Playboy
- 1984 : Les Huit Diagrammes de Wu-Lang